# (3286) Anatoliya
(3286) Anatoliya – planetoida z pasa głównego asteroid okrążająca Słońce w ciągu 4 lat i 105 dni w średniej odległości 2,64 au Została odkryta 23 stycznia 1980 roku w Krymskim Obserwatorium Astrofizycznym w Naucznym na Krymie przez Ludmiłę Karaczkinę. Nazwa planetoidy pochodzi od Anatolija Wasilewicza Karaczkina (1947-1984), szwagra (brata męża) odkryczyni. Przed nadaniem nazwy planetoida nosiła oznaczenie tymczasowe (3286) 1980 BV.